# Johannes Olav Fallize
Johannes Olav Fallize (ur. 9 listopada 1844 r. w Bettingen, zm. 23 października 1933 r. w Oslo) – luksemburski duchowny katolicki, misjonarz w Norwegii, prefekt i wikariusz apostolski Norwegii

## Życiorys
Przyszedł na świat w katolickiej rodzinie w Luksemburgu. Po otrzymaniu świadectwa dojrzałości podjął studia teologiczne w Kolonii. Po ich ukończeniu został wyświęcony 8 kwietnia 1871 r. na księdza.
6 lutego 1887 r. został mianowany prefektem apostolskim Norwegii, a po jego przekształceniu 5 lat później wikariuszem apostolskim. Na początku marca 1892 r. został tytularnym biskupem Elusy. Jego konsekracja miała miejsce 19 marca tego samego roku, a udział w niej brał ówczesny arcybiskup koloński kard. Paul Ludolf Melchers. Za jego rządów doszło do rozwoju kościoła katolickiego w Norwegii.
21 czerwca 1922 r. po osiągnięciu wieku emerytalnego złożył urząd. 9 października 1922 r. papież Benedykt XV w uznaniu jego zasług nadał mu tytuł arcybiskupa Chalcis w Grecji. Zmarł 23 października 1933 r. w Oslo.